# Suite nr. 5: Barocco
Suite nr. 5: Barocco is een compositie van Kurt Atterberg. Atterberg schreef negen suites. Deze vijfde suite is geschreven ter begeleiding van uitvoeringen van The Winter's Tale van William Shakespeare in 1923. De muziek verdween vrijwel daarna van het (inter)nationale repertoire. Het werk telt zes delen:
1. Entrata
2. Sarabanda
3. Gavotta
4. Pastorale e Gagliarda
5. Siciliana
6. Giga

## Orkestratie
Atterberg schreef het voor kleinorkest:
- 1 dwarsfluit ook piccolo, 1 hobo, 1 klarinet,
- violen, altviolen, celli, contrabassen

Er zijn ook partituren met een andere ensemblesamenstelling.

## Discografie
Er is een opname onder leiding van de dirigent gemaakt op 9 mei 1967, binnen twee uur stond het op tape, leden van het Symfonieorkest van de Zweedse Radio leverde de musici.
Een tweede opname werd gemaakt in 1995 door het Örebro Kamerorkest o.l.v. Thord Svedlund. Deze opname is door het Deense label Danacord op cd uitgebracht in maart 2019.